# The Futurama Holiday Spectacular
The Futurama Holiday Spectacular — тринадцятий епізод шостого сезону мультсеріалу «Футурама».

## Зміст
У цьому епізоді розповідається три історії: про Торжество, Робонуку і Куанзаа.

### Торжественська історія
Продершись в будівлю Planet Express, незважаючи на всі заходи захисту, Робо-Санта вбив Скраффі і заодно сказав, що для того, аби Торжество стало Різдвом, потрібна ялинка. Утім усі ялинки було зрубано задля виробництва туалетного паперу під час П'ятдесятирічного Проносу. Однак насіння вдалося роздобути у Свальдбарському насіннєсховищі. З цього насіння Фраю вдалося виростити справжню ялинку.
Пізніше голова президента Річарда Ніксона вирішила роздобути ялинку і висадити біля Білого дому. Але насіння виявилися зараженими вірусами зі складу бактеріологічної зброї і ялина стала дуже швидко рости, розсипаючи шишки, з яких настільки ж стрімко з'являлися нові ялини. Через кілька хвилин ялинки повністю покрили територію земної кулі. Через це, рівень кисню в повітрі став швидко підвищуватися, сягнувши 80 % (до речі, Фарнсворт звертає увагу на підвищення рівня кисню після десятивідсоткової позначки, хоча нормальний відсоток кисню земній атмосфері — 21). Зрештою сигара, запалена Бендером, стала причиною гігантського пожежі, повністю знищивши все життя на землі.

### Робонукська історія
Однією з традицій святкування придуманого Бендером свята Робонуки є боротьба жінкороботів, политих машинною оливою протягом шести тижнів. Але Бендер мав запас машинної оливи тільки на 4 тижні. Це має бути обов'язково мінеральна олива, тобто зроблене з нафти. Проте нафту на всій Землі закінчили багато років тому. Професор вирішив, що трохи нафти ще залишилося, але вона захована десь дуже глибоко під землею. Бендер не міг чекати і команда Planet Express-у попрямувала на пошуки нафти на човні, оснащеному буровою установкою. Утім нафту не вдалося знайти і корабель на глибині трохи більше 200 кілометрів розплющило. Бендер прочекав під землею 500 мільйонів років і за цей час команда Planet Express-а перетворилася на нафту, яку Бендер і залив у мастильницю. Але коли він піднявся на поверхню, виявилося, що оливи, якої мало б вистачити на 4 тижні боротьби жінкороботів з лишком вистачило на 500 мільйонів років.

### Кванзааська історія
Для того, щоб правильно відсвяткувати Кванзаа, потрібні 7 воскових свічок. Парафінові не є підхожими. Як виявилося, воску на Землі не залишилося, бо земні бджоли заразилися паразитами і більше не виробляють віск. Тоді команда вирішила навідатися до космічних бджіл.
Космічні бджоли теж виявилися заражені паразитами. Через цих паразитів космічні бджоли воюють одна з одною, однак завдяки Гермесу бджіл вдалося приборкати. Дух Кванзаа знищив паразитів і бджоли знову діють спільно, вирішивши зробити з команди Planet Express-у воскові свічки для святкування Кванзаа.